# Conceição (Vila Viçosa)
Conceiçao (llamada oficialmente Vila Viçosa (Conceiçao)) era una freguesia portuguesa del municipio de Vila Viçosa, distrito de Évora.

## Historia
Fue suprimida el 28 de enero de 2013, en aplicación de una resolución de la Asamblea de la República portuguesa promulgada el 16 de enero de 2013 al unirse con la freguesia de São Bartolomeu, formando la nueva freguesia de Nossa Senhora da Conceição e São Bartolomeu.